# Wapiti východní
Wapiti východní (Cervus canadensis canadensis) je vyhynulý poddruh jelena wapiti, který obýval severovýchodní a východní USA a jižní Kanadu. Poslední wapiti východní byl zastřelen v Pensylvánii 1. září 1877. Poddruh byl prohlášen za vyhynulý službou Spojených států pro ryby a divokou zvěř v roce 1880. Zhruba ve stejnou dobu vyhynul také další poddruh, wapiti arizonský.

## Popis
Dospělý samec mohl vážit až 1000 liber (540 kg) a jednalo se tak o jeden z největších poddruhů wapiti.

## Dějiny
Na začátku evropské kolonizace Severní a Jižní Ameriky na konci 15. století obýval wapiti východní rozsáhlé lesy regionu Východních lesů až na západ po řeku Mississippi. Když se lidé v příštích několika staletích v této oblasti usazovali, populace wapiti se snížily kvůli nadměrnému lovu a ztrátě hustého lesního prostředí. Přírodovědec John James Audubon údajně zmínil, že do roku 1851 v horách Allegheny ještě několik wapiti žilo. Na konci 19. století byl tento poddruh zcela vyhuben. To málo informací, které je o tomto poddruhu známo, bylo získáno z ostatků a z historických pramenů. Studie mitochondriální DNA v roce 2004 naznačují, že jelen wapiti je druh odlišný od jelena evropského.
Prehistorické důkazy o wapiti východních z doby před 2500 lety byly nalezeny v Alabamě a Delaware. Wapiti byl vyhuben v Jižní Karolíně v roce 1737, v Georgii v roce 1770, v Severní Karolíně v roce 1780, v Marylandu a Vermontu v roce 1800, v New Jersey v roce 1805, v Arkansasu a Quebecu v roce 1830, v Indianě a Ohiu v roce 1840, v Louisianě v roce 1842, v New Yorku v roce 1847, v Illinois a Kentucky v roce 1850, ve Virginii v roce 1855, v Tennessee v roce 1865, v Pensylvánii v roce 1868, ve Wisconsinu v roce 1875, v Michiganu v roce 1880, v Iowě v roce 1885, v Minnesotě v roce 1896 a v Missouri v roce 1898.

## Opětovné vysazení
Nedlouho poté, co byl poslední wapiti východní zastřelen v Pensylvánii, nabídli federální úředníci, kteří se obávali pytlačení stád wapiti v Yellowstonském národním parku a jeho okolí, zvířata komukoli, kdo si je chce vzít. Nedávno vytvořená pensylvánská komise pro divou zvěř přijala jejich nabídku a zahájila program opětovného vysazení wapiti do Pensylvánie. Od roku 1913 do roku 1926 vypustila komise 177 jelenů wapiti v 10 krajích, včetně 50 zvířat z Yellowstonu. V současné době má stádo wapiti v Pensylvánii více než 800 kusů a areál jejich výskytu má rozlohu přibližně 800 čtverečních mil.
Úspěšně byly populace wapiti vysazeny v Arkansasu (1991), Wisconsinu (1995), Ontariu (2001), Kentucky, Tennessee a v národním parku Great Smoky Mountains v roce 2002, v Michiganu v roce 1919, v Missouri Ozarks (2011), a v roce 2012 ve Virginii . Na konci roku 2016 byli wapiti znovu vysazeni do jižní Západní Virginie . Kromě toho byly také provedeny studie o možnosti vysazení v Illinois a New Yorku (i když dosud k vysazení nevedly).